# Diallus papuensis
Diallus papuensis är en skalbaggsart som beskrevs av Stefan von Breuning 1960. Diallus papuensis ingår i släktet Diallus och familjen långhorningar. Inga underarter finns listade i Catalogue of Life.